# Понта до Сејшас
Понта до Сејшас (порт. Ponta do Seixas) је рт и најисточнија континентална тачка Јужне Америке и Бразила. Налази се на 07°08‘ јгш 34°47‘ згд.

## Географија
Рт је смештен на обали Атлантског океана у савезној држави Параиба око осам километара југоисточно од града Жоао Песоа. Овде се налази лепе пешчане плаже, а цео регион обилује падавинама.